# The Rolling Stones European Tour 1973
L'European Tour 1973 è stata una tournée dei Rolling Stones svoltasi in Europa dall'inizio di settembre al 19 ottobre 1973.

## Storia
Il tour seguì la pubblicazione dell'album Goats Head Soup avvenuta il 31 agosto. Ebbe inizio allo Stadthalle di Vienna, Austria il 1º settembre, per poi spostarsi in varie arene in Germania ovest, Inghilterra (inclusi quattro show all'Empire Pool di Londra), Scozia, Svizzera, Danimarca, Svezia, Paesi Bassi e Belgio, terminando il 19 ottobre a Berlino in quella che si rivelò essere l'ultima esibizione di Mick Taylor con gli Stones in qualità di membro della band.
Questo fu il primo tour degli Stones in Europa fin dai tempi dell'European Tour 1970, e faceva parte di cicli triennali paralleli di tournée negli Stati Uniti e in Europa. Gli artisti di supporto furono Billy Preston e i Kracker, la prima band in assoluto ad avere firmato un contratto discografico con la Rolling Stones Records.
Nel 1973 i Rolling Stones erano stati banditi dalla Francia a causa di una pendente imputazione per droga a carico di Keith Richards, Bobby Keys ed Anita Pallenberg. La band decise quindi di organizzare un concerto a Bruxelles per il pubblico francese; la stazione radiofonica RTL Radio affittò appositamente un treno per i fan transalpini.

### The Brussels Affair
Nessun album dal vivo venne ricavato dal tour, anche se il concerto del 17 ottobre a Bruxelles fu registrato e circolò ampiamente su bootleg con il titolo Brussels Affair, e viene spesso considerato un "classico perduto" di grande importanza nel catalogo degli Stones dal vivo. L'album incluse anche registrazioni effettuate il 9 settembre 1973 (Empire Pool, Wembley, Londra). Queste registrazioni furono mandate in onda dalla stazione radiofonica King Biscuit Flower Hour (KBFH).
Nel novembre 2011 i Rolling Stones hanno pubblicato una versione ufficiale del concerto di Bruxelles, intitolata Brussels Affair (Live 1973), in formato download digitale.

## Formazione
The Rolling Stones
- Mick Jagger – voce solista, armonica
- Keith Richards – chitarra, cori
- Mick Taylor – chitarra
- Bill Wyman – basso
- Charlie Watts – batteria

Musicisti aggiuntivi
- Billy Preston – piano, organo, clavinet, cori
- Steve Madaio – tromba, flicorno
- Bobby Keys – sax (fino al 30 settembre 1973)
- Trevor Lawrence – sax
- Manuel Kellough – percussioni (qualche data)
- Marshall Chess – tromba in Street Fighting Man (qualche data)

Bobby Keys lasciò il tour dopo le date di Francoforte. Nella sua autobiografia, scrisse di essersene andato per ripulirsi da alcol e droghe e "salvarsi la vita".

## Scaletta
Questa era la scaletta abituale relativa alle canzoni eseguite nel corso del tour:
1. Brown Sugar
2. Gimme Shelter
3. Happy
4. Tumbling Dice
5. Star Star
6. Dancing with Mr D
7. Doo Doo Doo Doo Doo (Heartbreaker) (non in tutte le date)
8. Angie
9. You Can't Always Get What You Want
10. Midnight Rambler
11. Honky Tonk Women
12. All Down the Line
13. Rip This Joint
14. Jumpin' Jack Flash
15. Street Fighting Man

Questa scaletta fu abbastanza stabile una volta stabilita, tuttavia, durante i primi spettacoli furono provate le tracce 100 Years Ago (Vienna e Mannheim) e Silver Train (Vienna, Colonia, Londra 1° show) di Goats Head Soup, così come Bitch e Sweet Virginia a Vienna. Tutte le selezioni pre-Goats erano state suonate anche nel tour americano del 1972, e più o meno in questo ordine. Completamente assenti brani risalenti a prima del 1968 nel catalogo degli Stones. Infatti, il 18 agosto, prima dell'inizio del tour, Jagger aveva detto: «L'unica cosa che non mi piace davvero del suonare dal vivo è dover eseguire i vecchi brani, anche se è quello che molte persone vogliono sentirci fare».

## Date
| Data                       | Città                | Nazione        | Luogo                        |
| -------------------------- | -------------------- | -------------- | ---------------------------- |
| 1º settembre 1973          | Vienna               | Austria        | Wiener Stadthalle            |
| 3 settembre 1973           | Mannheim             | Germania ovest | Eisstadion am Friedrichspark |
| 4 settembre 1973 (2 show)  | Colonia              | Germania ovest | Sporthalle                   |
| 7 settembre 1973           | Londra               | Inghilterra    | Empire Pool                  |
| 8 settembre 1973 (2 show)  | Londra               | Inghilterra    | Empire Pool                  |
| 9 settembre 1973           | Londra               | Inghilterra    | Empire Pool                  |
| 11 settembre 1973          | Manchester           | Inghilterra    | Kings Hall                   |
| 12 settembre 1973          | Manchester           | Inghilterra    | Kings Hall                   |
| 13 settembre 1973 (2 show) | Newcastle upon Tyne  | Inghilterra    | Newcastle City Hall          |
| 16 settembre 1973          | Glasgow              | Scozia         | The Apollo                   |
| 17 settembre 1973          | Glasgow              | Scozia         | The Apollo                   |
| 19 settembre 1973 (2 show) | Birmingham           | Inghilterra    | Birmingham Odeon             |
| 23 settembre 1973          | Innsbruck            | Austria        | Olympiahalle                 |
| 25 settembre 1973          | Berna                | Svizzera       | Festhalle                    |
| 26 settembre 1973 (2 show) | Berna                | Svizzera       | Festhalle                    |
| 28 settembre 1973 (2 show) | Monaco di Baviera    | Germania ovest | Olympiahalle                 |
| 30 settembre 1973 (2 show) | Francoforte sul Meno | Germania ovest | Festhalle Frankfurt          |
| 2 ottobre 1973 (2 show)    | Amburgo              | Germania ovest | Ernst-Merck-Halle            |
| 4 ottobre 1973 (2 show)    | Aarhus               | Danimarca      | Vejlby-Risskov Hallen        |
| 6 ottobre 1973 (2 show)    | Göteborg             | Svezia         | Scandinavium                 |
| 7 ottobre 1973 (2 show)    | Copenaghen           | Danimarca      | Brøndbyhallen                |
| 9 ottobre 1973             | Essen                | Germania ovest | Grugahalle                   |
| 10 ottobre 1973            | Essen                | Germania ovest | Grugahalle                   |
| 11 ottobre 1973            | Essen                | Germania ovest | Grugahalle                   |
| 13 ottobre 1973            | Rotterdam            | Paesi Bassi    | Sportpaleis Ahoy             |
| 14 ottobre 1973 (2 show)   | Rotterdam            | Paesi Bassi    | Sportpaleis Ahoy             |
| 15 ottobre 1973 (2 show)   | Anversa              | Belgio         | Antwerps Sportpaleis         |
| 17 ottobre 1973 (2 show)   | Bruxelles            | Belgio         | Forest National Arena        |
| 19 ottobre 1973            | Berlino ovest        | Germania ovest | Deutschlandhalle             |